# あまつかぜ (護衛艦)
あまつかぜ（JDS Amatsukaze, DDG-163）は、海上自衛隊のミサイル護衛艦（DDG）。日本初の艦対空ミサイル装備艦として、第1次防衛力整備計画にもとづき昭和35年度計画で1隻のみが建造された。現代武器システムの運用について貴重な経験を提供したほか、船体・機関設計でも後に多くの影響を残した。
艦名は、古今和歌集に収録された僧正遍昭の短歌に由来する。旧海軍の磯風型駆逐艦「天津風」、陽炎型駆逐艦「天津風」に続き日本の艦艇としては3代目。またこの艦名およびジェット気流からの連想により、現役中は公式のニックネームとして「ジェット・コースター」と称されていた。

## 来歴
1957年（昭和32年）11月、来日中のアメリカ海軍作戦部長アーレイ・バーク大将と海上幕僚長 長澤浩海将との会談の席上、海上自衛隊に対して、当時まだ米海軍でも配備前であった新鋭艦対空ミサイルであるターターの供与に関する打診がなされた。これを受け、海自でも ターター・システム搭載艦に関する検討が開始され、1958年（昭和33年）8月には調査団を派米した。1959年には、これらの調査・検討は海上幕僚監部による正式業務に移行し、これを受けて、ターター・システム搭載艦は昭和35年度計画艦として予算成立にこぎつけた。これによって建造されたのが本艦である。
当初は、あきづき型護衛艦をベースとした基準排水量2,600トン級で基本設計が行われていた。しかし派米調査により、この規模では納まらないことが判明、数次にわたる改設計作業を経て、1962年夏、基準排水量3,050トン、機関出力6万馬力の基本計画がまとめられ、同年度予算において、この艦型拡大に伴う建造費増額への手当がなされた。しかしこのような経緯のために工期は大きく遅れ、起工は当初予定の1961年10月に対して1962年11月、就役は1963年8月に対して1965年2月15日となった。なお計画当初は国内情勢から誘導弾（Guided missile）のGを用いることを避け、対空攻撃護衛艦（DDC）と称されていた。

## 設計

### 船体

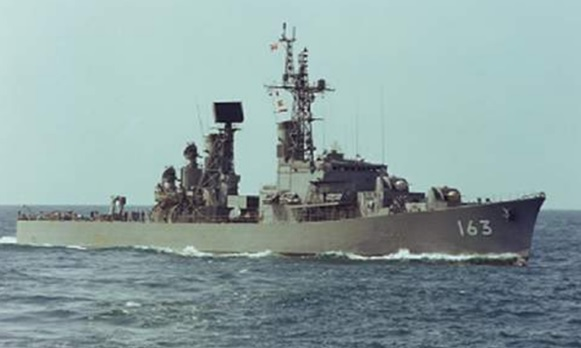

設計に当たっては、当初は上記のとおりあきづき型に範をとる予定であったが、結局、計画年度において1年先行していたいすず型（34DE）で新採用されたスペースベースの手法を踏襲することとなり、従来艦よりも艦内容積が拡充された。艦型も34DEの拡大版で、2層の全通甲板を有する高乾舷の遮浪甲板型が採用されている。この艦型は非常に成功したことから、これ以降の多くの護衛艦においてさらに踏襲された。またこのような艦型の拡大に加えて、凌波性を更に向上させるため、前甲板には強いシアが付された。なお、この艦型拡大の副産物として、科員一人あたりの居住面積は2.5平方メートルと、わずかとはいえ、34DEよりも更に拡大できた。また電子機器の冷却が主眼だったとはいえ、海自初の全艦空調方式が採用されたことで、居住性・作業性は一層向上した。
上部構造物は前後に分割された。前部の艦橋構造物は煙突およびマストと一体化されており、ターターの指揮管制区画を含むCICを収容することから3層の大型構造物となった。航海艦橋は34DEで採用された両舷ウイング付閉鎖型を更に機能的にしたもので、以後の護衛艦の基本型となった。最上部の旗甲板前部には防空指揮所が設置されている。一方、後部上部構造物は、ほとんど全てがターター・システム関係の設備となっている。
搭載艇はDDの標準である7.9メートル型内火艇2隻と7メートル型カッター1隻とされた。後部構造物右舷に内火艇、左舷にカッターが搭載されており、残り1隻の内火艇は船体内後端左舷に設けられた内火艇格納庫に搭載された。これはミサイル発射時のブラストを考慮したものであったが、本艦のみの方式となった。

### 機関
主機関としては、当初は船体設計と同様に初代あきづき型のものを踏襲する予定であったが、艦型拡大を補うため出力増強が求められたことから、より強力な3万馬力の蒸気タービンが導入された。しかし蒸気性状は同型と同一（圧力40 kgf/cm2 (570 lbf/in2)、温度450 °C (842 °F)）とされており、将来戦闘艦を見据えて高圧・高温化を志向した試みが実を結ぶことになった（蒸気発生量は強化されて120トン/時となった）。また機関区画配置についても同型のそれが踏襲されている。なお本艦は、国産護衛艦では最速の艦でもあり、その記録は現在まで破られていない。
本型では、ターター・システムの大所要電力を賄うため、主発電機として出力1,000キロボルトアンペア（800キロワット）の蒸気タービン駆動発電機を2基、停泊用として250キロボルトアンペア（200キロワット）のディーゼル駆動発電機を2基、非常用として同出力のディーゼル駆動発電機を1基搭載した。しかしディーゼル駆動発電機1基ではターター・システムの保守・訓練用電力を賄えず、一方で2基の並列運転では電圧が安定せずシステムへの悪影響が懸念されたことから、カリフォルニア州ロングビーチでの装備認定試験（SQT）の際には、航泊問わず主機を常時運転して電力を供給するという、海上自衛隊では前例のない措置を余儀なくされ、現代武器システムにおける電力供給の重要性に関して重大な教訓となった。

## 装備
対空武器システムとしては、アメリカ海軍においてほぼ平行して整備が進められていたチャールズ・F・アダムズ級ミサイル駆逐艦の後期建造艦に準じたターター・システムが導入された。主兵装の艦対空ミサイルにはターターを導入し、その発射機（GMLS）としては新しい単装のMk.13 mod.0を後甲板に配置した。ミサイル射撃指揮装置（GMFCS）としてはMk.74を2基搭載し、そのAN/SPG-51B射撃指揮レーダー2基は第2煙突後方に背負い式に設置された。システムのメインセンサーであるAN/SPS-39 3次元レーダーは第2煙突前方のラティスマスト上に、それを補完する長距離対空捜索用のAN/SPS-29は第1煙突前方のラティスマスト上に設置された。これらの各構成機器は電気的に直接連接された統合システムを構成しており、当時の他の武器システムがいずれも人力操作と艦内通話装置を介していたのに対して、非常に画期的であった。また、このように最新のテクノロジーであるとともに極めてデリケートな取扱を要求されたことから、乗組員らからは尊崇と皮肉を込めて「ター様」と呼ばれた。
一方、その他の武器システムにおいては、予算と工期の問題から妥協を余儀なくされた。主砲としては、当初アダムズ級と同じ最新鋭の54口径127mm単装速射砲（Mk.42 5インチ砲）の搭載が検討されていたものの、上記の経緯により建造費が高騰していたことから断念され、最終的に、50口径76mm連装速射砲（57式）とMk.63 砲射撃指揮装置、各2基の装備で妥協した。この組み合わせは1次防世代護衛艦の標準装備であった。またソナーはあきづき型と同じく捜索用のAN/SQS-4Aと深度測定用のAN/SQR-8、対潜兵器はあやなみ型と同じくヘッジホッグMk.15対潜迫撃砲とMk.32短魚雷のためのMk.2短魚雷落射機が搭載された。
このような経緯から、本艦は、数次に渡り計画的な改装を受けることになった。
対潜戦（ASW）能力向上改修（1967～68年/昭和42～43年）
水測装備は、捜索用のAN/SQS-4Aと深度測定用のAN/SQR-8の組み合わせから、2次防世代艦と同じく、マルチ・モードのAN/SQS-23に換装された。対潜兵器としては、Mk.2短魚雷落射機を68式3連装短魚雷発射管に換装、また艦体中央部に後日装備予定であったアスロック8連装発射機1基を搭載し、やはり2次防世代艦と同等の火力まで向上した。
ターター・システム第1次改装（1969～72年/昭和44～47年）
3次元レーダーをAN/SPS-39Aに換装し、これに伴い後部マストを4脚檣に変更した。また射撃指揮レーダーをAN/SPG-51Cに換装するとともに、システムをスタンダードミサイル1型（RIM-66A SM-1A）に対応するよう改修し、対水上戦能力が付加された。これに伴い、1972年（昭和47年）、再度ロングビーチにおいて装備認定試験（SQT）が行われた。
ターター・システム第2次改装（1977～78年/昭和52～53年）
SM-1シリーズの本格量産機であるRIM-66B SM-1MRに対応するとともに、GMFCSのコンピュータをアナログ式のMk.118からデジタル式のMk.152に換装、射撃指揮レーダーも換装するなどシステムを一部デジタル化した。ただし武器管制システムおよびミサイル発射機はアナログのままであった。これに伴い、1978年（昭和53年）、再度ロングビーチにおいて装備認定試験（SQT）が行われた。
電子装備能力向上改修（1982～83年/昭和57～58年）
砲射撃指揮装置（GFCS）を新型の国産機である81式射撃指揮装置2型21D（FCS-2-21D）に換装する特別改装を実施、有人式の艦砲と無人式のGFCSを組み合わせるという、海自で他に類を見ない砲熕武器システムが構築された。また電波探知装置（ESM）をNOLR-6Bに換装するとともにOLR-9Bミサイル警報装置、Mk 36 SRBOCも搭載、改装の翌年（1984年）にはさらにOLT-3電波妨害装置（ECM）も追加装備された。これら新規搭載された電子装備は、はつゆき型（52DD）とほぼ同等のものであった。
また、1990年（平成2年）の定期整備時にSUPERBIRD衛星通信システムのアンテナが搭載された。

## 新旧ミサイル護衛艦の比較
|          |            | まや型                                | あたご型                             | こんごう型                           | はたかぜ型                               | たちかぜ型                               | あまつかぜ (最終状態)                    |
| -------- | ---------- | ------------------------------------- | ------------------------------------ | ------------------------------------ | ---------------------------------------- | ---------------------------------------- | ---------------------------------------- |
| 船体     | 基準排水量 | 8,200 t                               | 7,750 t                              | 7,250 t                              | 4,600 t                                  | 3,850 t                                  | 3,050 t                                  |
| 船体     | 満載排水量 | 10,250 t                              | 10,000 t                             | 9,485 t                              | 5,900 t                                  | 5,200 t                                  | 4,000 t                                  |
| 船体     | 全長       | 170 m                                 | 165 m                                | 161 m                                | 150 m                                    | 143 m                                    | 131 m                                    |
| 船体     | 全幅       | 21.0 m                                | 21.0 m                               | 21.0 m                               | 16.8 m                                   | 14.3 m                                   | 13.4 m                                   |
| 主機     | 機関       | ガスタービン                          | ガスタービン                         | ガスタービン                         | ガスタービン                             | 蒸気タービン                             | 蒸気タービン                             |
| 主機     | 方式       | COGLAG                                | COGAG                                | COGAG                                | COGAG                                    | ギアード・タービン                       | ギアード・タービン                       |
| 主機     | 出力       | 69,000 ps                             | 100,000 ps                           | 100,000 ps                           | 70,000 ps                                | 60,000 ps                                | 60,000 ps                                |
| 主機     | 速力       | 30 kt                                 | 30 kt                                | 30 kt                                | 30 kt                                    | 32 kt                                    | 33 kt                                    |
| 兵装     | 砲熕       | 62口径5インチ単装砲×1基               | 62口径5インチ単装砲×1基              | 54口径127ミリ単装砲×1基              | 54口径5インチ単装砲×2基                  | 54口径5インチ単装砲×2基                  | 50口径76mm連装砲×2基                     |
| 兵装     | 砲熕       | 高性能20mm機関砲×2基                  |                                      |                                      |                                          |                                          | 50口径76mm連装砲×2基                     |
| 兵装     | 砲熕       | ―                                     | ―                                    | ―                                    | ―                                        | ―                                        | ヘッジホッグ対潜迫撃砲×2基               |
| 兵装     | ミサイル   | Mk.41 VLS×96セル (SM-2MR, SM-3, 07式) | Mk.41 VLS×96セル (SM-2MR, SM-3, VLA) | Mk.41 VLS×90セル (SM-2MR, SM-3, VLA) | Mk.13 単装発射機×1基 (SM-1MR,ハープーン) | Mk.13 単装発射機×1基 (SM-1MR,ハープーン) | Mk.13 単装発射機×1基 (SM-1MR,ハープーン) |
| 兵装     | ミサイル   | Mk.41 VLS×96セル (SM-2MR, SM-3, 07式) | Mk.41 VLS×96セル (SM-2MR, SM-3, VLA) | Mk.41 VLS×90セル (SM-2MR, SM-3, VLA) | 74式8連装発射機×1基 (アスロック)         |                                          |                                          |
| 兵装     | ミサイル   | SSM4連装発射筒×2基                    | 90式 4連装発射筒×2基                 | ハープーン 4連装発射筒×2基           | ハープーン 4連装発射筒×2基               | ―                                        | ―                                        |
| 兵装     | 水雷       | 3連装短魚雷発射管×2基                 | 3連装短魚雷発射管×2基                | 3連装短魚雷発射管×2基                | 3連装短魚雷発射管×2基                    | 3連装短魚雷発射管×2基                    | 3連装短魚雷発射管×2基                    |
| 艦載機   | 艦載機     | SH-60K×1機                            | SH-60J/K×1機                         | ヘリコプター甲板のみ                 | ヘリコプター甲板のみ                     | ―                                        | ―                                        |
| 同型艦数 | 同型艦数   | 2隻                                   | 2隻                                  | 4隻                                  | 2隻（練習艦）                            | 3隻（退役）                              | 1隻（退役）                              |

## 艦歴
「あまつかぜ」は、第1次防衛力整備計画に基づく昭和35年度計画3,000トン型護衛艦2303号艦として、三菱重工業長崎造船所で1962年11月29日に起工され、1963年10月5日に進水、1965年2月15日に就役し、第1護衛隊群に直轄艦として編入され横須賀に配備された。本艦はたちかぜ型護衛艦「たちかぜ」が就役するまでの11年間、唯一のミサイル装備艦であり、「虎の子」的存在だった。また上記のように、海自としては異例の計画的な改装が数次に渡って行われたことにより、護衛艦としては異例の30年間にわたり第一線で活躍した。
1965年6月14日から10月9日の間、ターター装置装備認定試験(SQT)のため、米国・ロングビーチに派遣。
1969年8月2日から9月26日の間、米国に派遣され、対空ミサイル発射訓練等を実施。
1972年7月14日から9月26日の間、ターター装置改造に伴う装備認定試験のため、米国・ロングビーチに派遣。
1978年12月18日から翌年3月20日の間、ターター装置改造に伴う装備認定試験のため、米国・ロングビーチに派遣。
1980年1月25日から米国に派遣され、2月26日から3月18日の間、護衛艦「ひえい」およびP-2J哨戒機 8機とともに海上自衛隊として初となる環太平洋合同演習（リムパック80）に参加。本艦は米空母「コンステレーション」機動部隊（ブルー機動部隊）の構成艦となり、演習中4回の艦対空交戦をすべて成功させたほか、仮設敵であるオーストラリア海軍空母「メルボルン」の航空攻撃により大破した「コンステレーション」への再攻撃を企図して接近してきた米原潜「サーゴ」と接敵、これを「撃破」したことにより、本演習における最優秀艦として高く評価された。4月2日、帰国。
1981年3月27日、第1護衛隊群隷下に第61護衛隊が新編され、同日付で就役した「あさかぜ」とともに編入された。
1986年3月27日、第3護衛隊群に直轄艦として編入され、定係港も舞鶴に転籍となった。
1988年3月23日、第3護衛隊群隷下に第63護衛隊が新編され、同日付で就役した「しまかぜ」とともに編入された。
同年7月1日から7月31日の間、護衛艦「はるな」、「もちづき」、「ながつき」とともにグアム島方面海上実習に参加。 
1992年7月1日から7月31日の間、護衛艦「せとゆき」、「あさゆき」、「みねゆき」とともにフィリピン方面海上実習に参加。 
1995年11月29日、除籍。30年9ヶ月の現役期間において、総航程764,314浬(約140万キロ)、総航海時数62,999.53時間に及び、海上自衛隊演習参加19回、統合演習参加4回、9回の観艦式に参加しており、最終的には、若狭湾沖で対艦ミサイルの実艦標的として海没処分とされた。左舷プロペラが横須賀教育隊、右舷プロペラが横須賀基地、また主錨が舞鶴基地に残されている。

### 歴代艦長
| 代 | 氏名       | 在任期間                        | 出身校・期                 | 前職                                      | 後職                                      | 備考                 |
| -- | ---------- | ------------------------------- | -------------------------- | ----------------------------------------- | ----------------------------------------- | -------------------- |
| 01 | 菊池政秋   | 1965年2月15日 - 1965年12月15日  | 海兵67期                   | あまつかぜ艤装員長                        | 海上自衛隊幹部学校付                      | 1965.7.1 1等海佐昇任 |
| 02 | 隠沢兵三   | 1965年12月16日 - 1968年1月15日  | 海兵70期                   | あまつかぜ副長                            |                                           |                      |
| 03 | 田口康生   | 1968年1月16日 - 1968年12月15日  | 海兵71期                   |                                           | 海上自衛隊幹部学校学校教官                |                      |
| 04 | 堀剣二郎   | 1968年12月16日 - 1970年10月15日 | 海兵72期                   | 海上自衛隊幹部学校付                      | 海上自衛隊第2術科学校 教務部長            | 1970.7.1 1等海佐昇任 |
| 05 | 塚原 勉    | 1970年10月16日 - 1971年12月15日 | 海兵74期                   | 海上自衛隊幹部学校研究部員                | 統合幕僚会議事務局 第3幕僚室勤務          | 1971.1.1 1等海佐昇任 |
| 06 | 山田緑郎   | 1971年12月16日 - 1973年6月30日  | 海兵74期                   | 海上自衛隊幹部学校付                      | 海上自衛隊第1術科学校学校教官 兼 研究部員 |                      |
| 07 | 宝満良介   | 1973年7月1日 - 1975年6月30日    | 海兵75期                   | 海上自衛隊幹部学校学校教官                | 第10護衛隊司令                            | 1974.7.1 1等海佐昇任 |
| 08 | 新開敏之   | 1975年7月1日 - 1976年12月15日   | 福岡県中学伝習館・ 4期幹候 | 舞鶴地方総監部管理部 人事課長             | 第5駆潜隊司令                             | 1976.7.1 1等海佐昇任 |
| 09 | 伊東隆行   | 1976年12月16日 - 1979年4月1日   | 海保大2期・ 6期幹候        | 海上自衛隊幹部学校付                      | 海上自衛隊幹部学校学校教官                | 1977.1.1 1等海佐昇任 |
| 10 | 是本信義   | 1979年4月2日 - 1981年1月19日    | 防大3期                    | やまぐも艦長                              | 護衛艦隊司令部勤務                        |                      |
| 11 | 吉村健思   | 1981年1月20日 - 1982年1月24日   | 防大3期                    | 横須賀地方総監部防衛部 第3幕僚室長        | くらま艦長                                | 1982.1.1 1等海佐昇任 |
| 12 | 久光 哲    | 1982年1月25日 - 1983年1月19日   | 防大3期                    | 運用開発隊開発第2科長                     | 第23護衛隊司令                            | 1983.1.1 1等海佐昇任 |
| 13 | 谷 徹彦    | 1983年1月20日 - 1984年3月1日    | 防大6期                    | 海上自衛隊幹部学校付                      | 横須賀地方総監部防衛部 第3幕僚室長        |                      |
| 14 | 宮本武弘   | 1984年3月2日 - 1986年8月24日    | 防大6期                    | 運用開発隊開発第2科長                     | 海上幕僚監部防衛部 装備体系課勤務         |                      |
| 15 | 石井泰彦   | 1986年8月25日 - 1987年6月30日   | 防大6期                    | 誘導武器教育訓練隊教育部長 兼 学生隊長    | はるな艦長                                |                      |
| 16 | 齊藤公則   | 1987年7月1日 - 1988年8月7日     | 防大9期                    | いそゆき艦長                              | しらせ副長                                |                      |
| 17 | 山本角八郎 | 1988年8月8日 - 1990年7月31日    | 防大10期                   | 海上幕僚監部副監察官                      | しらね艦長                                |                      |
| 18 | 高松正彦   | 1990年8月1日 - 1992年3月24日    | 防大10期                   | 海上自衛隊第1術科学校学校教官 兼 研究部員 | 自衛艦隊司令部勤務                        |                      |
| 19 | 綾 二郎    | 1992年3月25日 - 1994年3月9日    | 防大11期                   | 呉地方総監部防衛部 第3幕僚室長            | 海上自衛隊第1術科学校学校教官 兼 研究部員 |                      |
| 20 | 真栄田肇   | 1994年3月10日 - 1995年11月29日  |                            | 海上幕僚監部防衛部通信課勤務              | 海上幕僚監部人事教育部 人事課勤務         |                      |

## 登場作品

### 映画
『メカゴジラの逆襲』
チタノザウルスによる横須賀襲撃シーンの中で登場。おおすみ型輸送艦と共に横須賀基地に停泊している。
『連合艦隊司令長官 山本五十六』
長門型戦艦「長門」と大和型戦艦「大和」の艦上シーンの撮影に使用されている。

### 書籍
『タイムスリップ大戦争』
19××年（昭和5×年）から約30年前の1941年にタイムスリップした日本の国防海軍護衛艦として登場
『地球0年』
核戦争と化した第三次世界大戦の終結後、ソ連のウラジオストクに在留邦人救出のため僚艦とともに入港する。